# Testuggine (costellazione)
La Testuggine o Tartaruga (in latino Testudo) era una costellazione situata fra la costellazione dei Pesci e la costellazione della Balena. Era una delle costellazioni proposte a metà del Settecento da John Hill nella sua opera Urania or a complete view of Heavens. Hill piazzò questa costellazione in una zona povera di stelle fra la Balena e la parte meridionale dei Pesci: la stella 20 Psc costituiva la sommità della testa della tartaruga. La costellazione era costituita da ventisei stelle deboli, alcune ricavate dalla costellazione dei Pesci (oltre alla citata 20 Psc vi erano 24, 27, 29, 30 e 33) e altre ricavate dalla costellazione della Balena (fra cui 13, 14, 20 e 42 Cet).
La costellazione fu successivamente utilizzata anche dall'astronomo William Henry Smyth (a cui viene talvolta attribuita la creazione della stessa) nella sua opera del 1844 conosciuta come The Bedford Catalogue. Nell'opera di Smyth, la costellazione era costituita da un gruppo di stelle deboli ubicate fra la coda della Balena e il nastro che collega i due Pesci dell'omonima costellazione. La costellazione della Testuggine non ha trovato consenso fra gli astronomi ed è stata dimenticata rapidamente.